# 山格镇
山格镇，是中华人民共和国福建省漳州市平和县下辖的一个乡镇级行政单位。
山格镇為閩南語區，
山格镇白樓村田中央屬客語方言區，有何氏、張廖氏，張廖氏 自1934 年大溪鎮廖安遷來，更早之前源自詔安縣官陂鎮崁下。
山格镇高漈村楊氏的雲林庵關帝廟，配祀汀州鄉土神明定光古佛。
山格镇侯石村的吳氏祖籍海澄縣吳山坪。
山格镇寶豐村原名寶峰社，龔氏聚居。

## 行政区划
山格镇下辖以下地区：
山格社区、山格村、白楼村、新陂村、平寨村、宝丰村、高示村、隆庆村、前进村、铜中村、土田村、三美村、双田村和双坑村。

## 历史沿革
1958年置山格公社，1984年改乡，1990年改镇。

## 名胜
- 慈惠宫，原名马溪岩，始建于南宋。明末又建庙中庙奉祀民族英雄“大众爷公”戚继光，每年都举办"扛猪公""掷孤米"等大型民俗活动。
- 山边帝君、白楼村月前庵、高磜村云林庵、隆中的轩单爷，双庵的观音庙。

## 文化
- 闽台乞龟文化：2010年6月被确认为福建省第三批省级非物质文化遗产。